# Korovci
Korovci este o localitate din comuna Cankova, Slovenia, cu o populație de 209 locuitori.